# Moedermeule
De Moedermeule is een maalvaardige, houten staakmolen gelegen op de Hondsheuvel in het Belgische Gelrode (Aarschot). Hij is afkomstig van Mechelen en werd daar in 1667 grondig herbouwd. In 1830 werd de molen openbaar verkocht en in 1834 op de huidige plaats heropgebouwd. Hij deed tot 1943 dienst als korenmolen tot hij door blikseminslag beschadigd werd. In 1974 werd de toenmalige zelfstandige gemeente Gelrode eigenaar en werd in 1976 de molen maalvaardig hersteld. Het molenhuis werd omgebouwd tot een horecazaak.

## Geschiedenis
De oorsprong van de molen gaat terug tot Mechelen in het begin van de 14de eeuw. Op het Berklemveld, een plaats ten noorden van de stad en bekend als Bruine Kruis en Pennepoel, stond al in 1302 een graanwindmolen onder de naam ‘Gasthuismolen’. De benaming ‘Moedersmolen’ komt in 1519 voor het eerst in de Mechelse schepenregisters voor. Volgens een opschrift in de standaard werd de molen herbouwd in 1667. Vermoedelijk refereert de naam naar het feit dat deze molen de grootste was van drie in elkaars buurt staande standerdmolens. Door deze grotere omvang ving de molenkast te veel wind en werd de molen in 1752 door molenmaker Gyselinckx tot gangbare afmetingen teruggebracht.
In januari 1830 werd de molen als ‘eenen wel gekalandeerden GRAEN-WIND-MOLEN [..] wezende in zeer goeden staet’ openbaar verkocht aan Jozef Wuyts. De laatste molenaar in Mechelen was tot 1829 Henricus (Van) Luyten geweest, die zelf de 'Ziekenliedenmolen' te Mechelen zou verwerven. De molenbelt zou pas in 1864 afgegraven worden, maar de omgeving behield tot vandaag de naam ‘Molenbergstraat’.
Na verkoop werd de molen gedemonteerd en per schip langs Dijle en Demer naar Gelrode vervoerd waar hij in 1833 op braakliggend terrein op de Hondsheuvel heropgericht werd. Jozef Wuyts werd als molenaar opgevolgd door Louis Wuyts, die de molen na de Eerste Wereldoorlog verkocht aan Leopold De Keyser. In 1930 werd de molen eigendom van Silvain Borgions.
In 1943 werd de molen door blikseminslag zwaar beschadigd en besloot Joris Borgions om over te schakelen naar een mechanische maalderij in het dorp. In 1944 werd de molen als monument beschermd.

## Verval en restauratie
Na een periode van verval kocht de stad Aarschot de molen in 1962 aan met de bedoeling om de molen op te bouwen op het grondgebied van Aarschot. Het project ging niet door wegens de hoge kosten en de stad verkocht de molen opnieuw in 1973 aan de familie Borgions.
De gemeente Gelrode kocht in 1974 de molen en in 1976 werd de molen maalvaardig hersteld door de gebroeders Caers uit Retie. De 19de-eeuwse molenaarswoning werd verbouwd tot een horecazaak. Van 1976 tot 1995 hield Walter Van Aelst (1919-2005), die tot het einde van de jaren 1950 molenaar was geweest op de Heimolen van het naburige Langdorp, de molen in werking en werden door hem nieuwe molenaars opgeleid.
Gebrek aan onderhoud leidde er toe dat de molen in 2006 de molentrap, het hekwerk van de roeden en de molenvoet in slechte staat verkeerden. De molen mocht niet meer draaien. Van eind 2006 tot mei 2008 werd de restauratie uitgevoerd door het Nederlandse bedrijf Adriaens Molenbouw Weert B.V.. In 2011 werden opnieuw door hetzelfde bedrijf onderhoudswerken uitgevoerd, onder meer aan de verzakte zetel en voor de bestrijding van de grote klopkever. In 2012 ontvingen de eigenaars als dank voor hun inspanningen voor het behoud van erfgoed een kenteken van Molenforum Vlaanderen.

## Constructie
De molen is een houten standerdmolen met open voet op bakstenen teerlingen. Hij torent boven de omgeving uit op een met gras begroeide heuvel. Aan de windzijde is de geschilderde molenkast bedekt met schaliën en vertoont onderaan een baard. De zijwanden (met loergaten) en staartzijde bestaan uit een verticale beplanking. De staartzijde heeft eveneens een baard. Aan deze zijde bevindt zich de inkom met balkon met daarboven het korenluik en een luikap. De kap heeft een recht, licht overkragend zadeldak op modillons. Op de nok staat een eenvoudige piron. Het wiekenkruis dat uitgerust is met gelaste roeden, heeft een gietijzeren askop, gegoten door de firma Van Aerschot uit Herentals. Het kruien van de molen geschiedt door middel van een kruihaspel met ketting en kruipalen.
De molen is een tweezolder. De maalinrichting bleef bewaard. Op de steenzolder bevinden zich twee koppels maalstenen.

## Bescherming en cultureel erfgoed
Reeds op 4 april 1944 werd de toen niet meer actieve molen definitief geklasseerd als beschermd monument. Op 14 september 2009 werd de molen vastgesteld als bouwkundig erfgoed.

## Beeldmateriaal

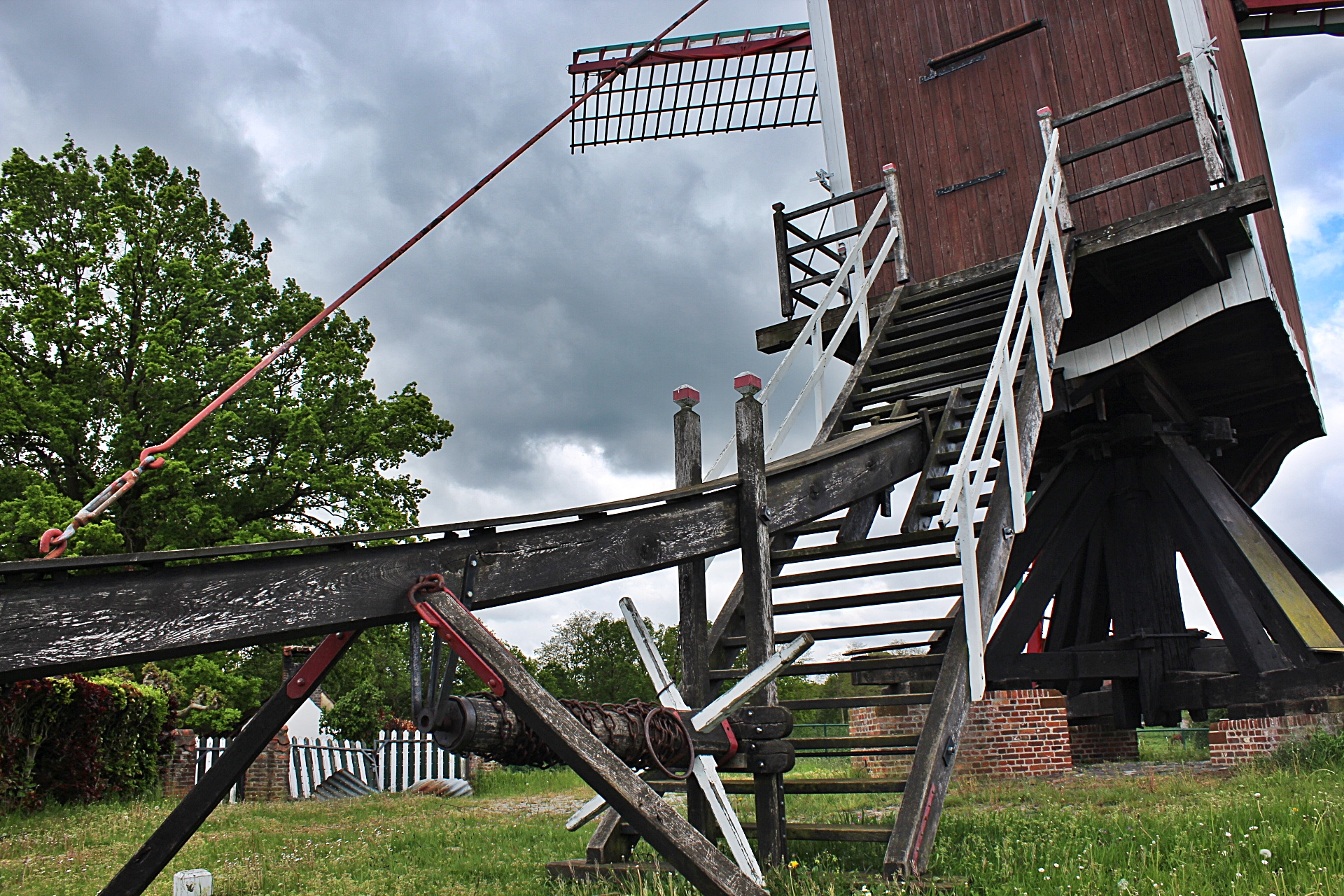
Staartzijde en draaihaspel
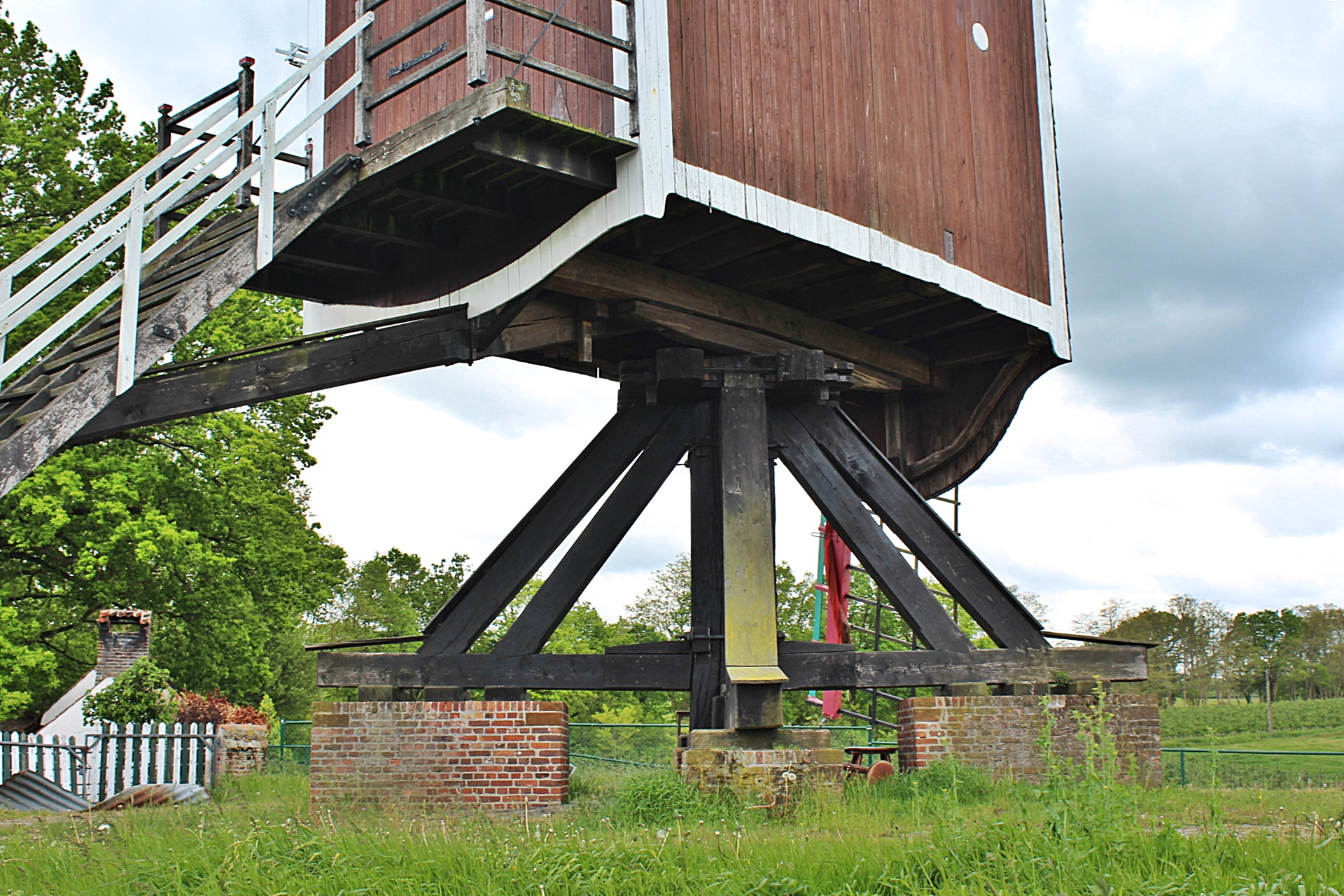
Voet
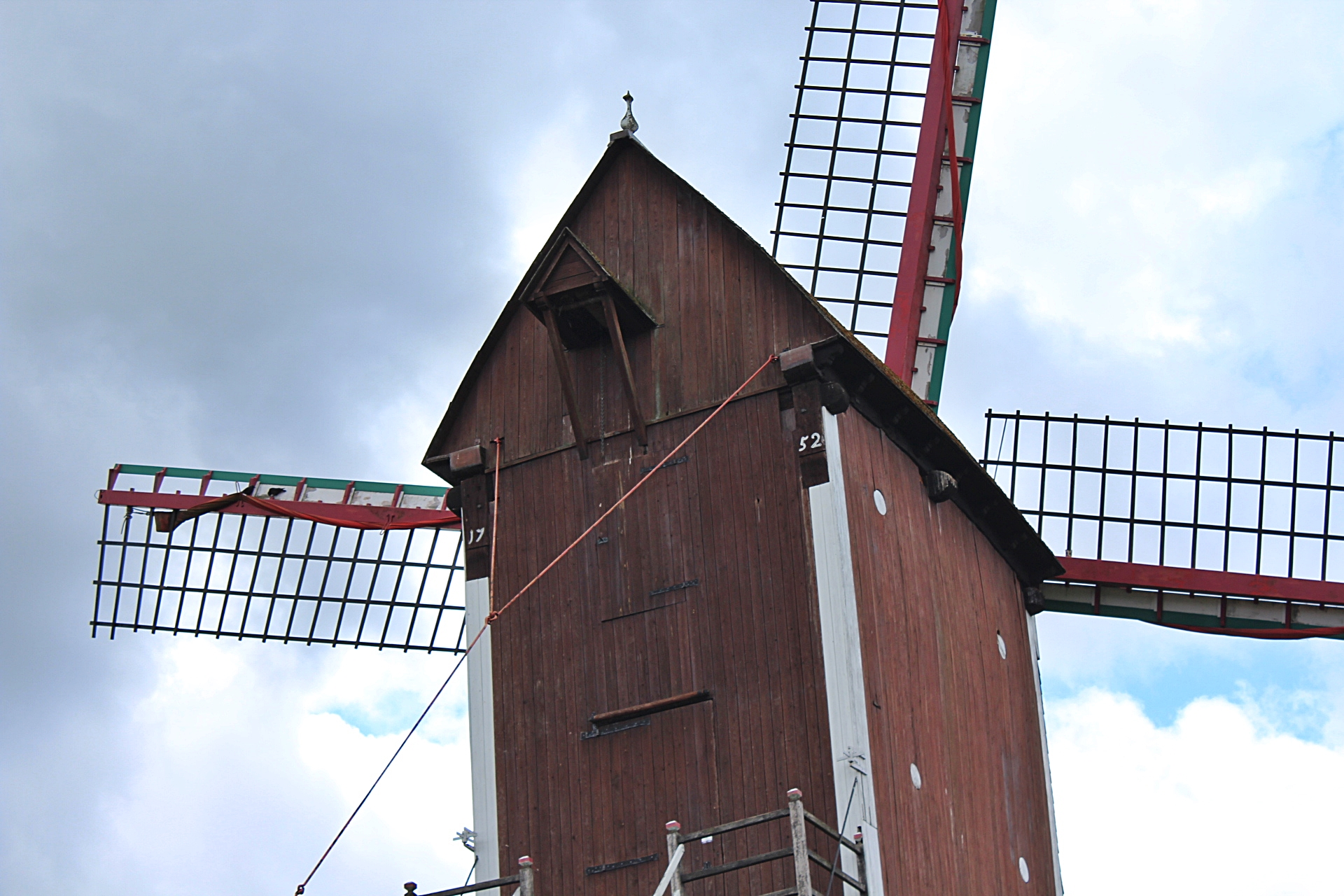
Molenkast, dakkapel met modillons en piron